# Menegroth (groupe)
Pour les articles homonymes, voir Menegroth.
Menegroth est un groupe de black metal suisse, originaire de Zurich. Les paroles du groupe traitent autant de l'occultisme que du paganisme, du militarisme, ou encore du patriotisme et de l'histoire suisse.

## Biographie
Menegroth est formé en 2001 de Zurich. Le groupe tire son nom du Silmarillion de J.R.R. Tolkien. La même année, le groupe publie une démo intitulée The Legend of the Nordic Man. 
Trois ans plus tard, en 2004, le groupe publie son premier album studio intitulé Helvetische Urgewalt publié au label Ulfhednirs Records. L'album est suivi par une autre démo intitulée Kriegsmobilmachung en 2005. 2007 assiste à la sortie de la compilation homonyme, Menegroth, suivie l'année suivante, en 2008, par un split avec Freitod. En 2009 sort leur deuxième album, Gazourmah.
En 2012 sort leur troisième album studio intitulé Das Rote Werk

## Membres

### Membres actuels
- Shraat – guitare (depuis 2001)[1]
- Cautes – chant (depuis 2001)[1]
- Herr Tarihan – guitare rythmique (depuis 2009)[1]
- S. – basse (depuis 2012)[1]

### Anciens membres
- Morgoth – batterie[1]
- Taurus – guitare rythmique (2001-2009)[1]
- Olli – guitare (2005-2007)[1]
- B. – batterie (2011-2012)[1]

## Discographie

### Albums studio
- 2004 : Helvetische Urgewalt
- 2009 : Gazourmah
- 2012 : Das Rote Werk

### Compilation
- 2007 : Menegroth

### Démos
- 2001 : The Legend of the Nordic Man
- 2005 : Kriegsmobilmachung

### Splits
- 2008 : Menegroth / Freitod (split avec Freitod)